# Franz Weber (Politiker, 1947)
Franz Weber (* 31. Januar 1947 in Rechberghausen) ist ein deutscher Politiker. Er war von 1985 bis 2009 Landrat des Landkreises Göppingen.

## Ausbildung und Beruf
Weber studierte Verwaltungswissenschaften an einer Fachhochschule und Jura in Tübingen. Von 1980 bis 1983 war er persönlicher Referent von Innenminister Roman Herzog in Stuttgart. 1985 wurde Weber vom Kreistag zum Landrat des Landkreises Göppingen gewählt. Dieses Amt übte er bis 2009 aus.

## Weitere Ämter
In seiner Funktion als Landrat war er auch Verwaltungsratsvorsitzender der Kreissparkasse Göppingen.

## Schriften
- zusammen mit Volker Stange: Wiedervereinigung aus kommunaler Sicht – Die Arbeitsgemeinschaft der Landkreise Löbau und Göppingen. Lusatia Verlag, Bautzen 2009, ISBN 978-3-936758-61-0.